# Rhachitopoides
Rhachitopoides is een geslacht van rechtvleugeligen uit de familie veldsprinkhanen (Acrididae). De wetenschappelijke naam van dit geslacht is voor het eerst geldig gepubliceerd in 1995 door Naskrecki.

## Soorten
Het geslacht Rhachitopoides  is monotypisch en omvat slechts de volgende soort:
- Rhachitopoides helenae (Naskrecki, 1995)